# Bourget-en-Huile
Bourget-en-Huile là một xã thuộc tỉnh Savoie trong vùng Rhône-Alpes ở đông nam nước Pháp. Xã này nằm ở khu vực có độ cao từ 795-1744 mét trên mực nước biển.